# Vojvod
Vojvod (polska: wojewoda; ryska: воевода eller voevóda; serbiska: војвода eller vojvoda) är en gammal slavisk titel för en lokal härskare eller guvernör. Motsvarar det germanska hertig och har analog härledning från fornslaviskans voi, krig, voji, krigare och stammen i voditi, föra, leda. Historiskt har titeln använts av de semi-autonoma härskarna i Siebenbürgen, Valakiet och Moldavien. Genom detta har titeln även fått spridning utanför de slaviska språken som ungerska vajvoda eller vajda och rumänska vojevod.
Vojvoden styrde över ett vojvodskap, vilket ibland kunde jämföras i status med ett hertigdöme eller icke-suveränt furstendöme. Därigenom har vojvod-titeln ibland översatts till hertig eller furste. Vojvoden kunde även fungera som militär kommendant och härförare, varigenom den även kommit att översättas till general eller marskalk. Det går även att etymologiskt jämföra utvecklingen med den antika titeln dux som ursprungligen syftade på en militärguvernör och ledare, men vilken senare kom att utvecklas till italienskans duca, franskans duc och engelskans duke, det vill säga hertig-titeln.
I Polen fungerar vojvod som en guvernörstitel, motsvarande den svenska titeln landshövding, och länen kallas fortfarande vojvodskap. Titeln vojvodskapsmarskalk används för ordföranden för den folkvalda regionstyrelsen. Under den första polska republiken, det vill säga tiden till Polens delningar på 1700-talet, hade vojvoden rollen som senator.
Vojvod kan också vara titel för en lokal romsk ledare.
Enligt Ingmar Söhrman, professor i romanska språk, betyder vojvod ursprungligen militär befälhavare, det vill säga en synonym till den slaviska titeln hetman.